# Enterococcus
Enterococcus è un genere di batteri Lattacidi appartenenti al phylum dei Firmicutes. I membri di tale genere erano classificati come Streptococco del Gruppo D fino al 1984 quando l'analisi genomica del DNA indicò che era appropriata una classificazione di genere separata.

## Struttura
Gli enterococchi sono microrganismi Gram-positivi e catalasi-negativi di forma tondeggiante che si dispongono sotto forma di diplococchi oppure in corte catene, ciò rende difficile distinguerli al microscopio dagli Streptococchi. Sono organismi anaerobi facoltativi (preferiscono consumare ossigeno, ma possono comunque sopravvivere anche in assenza di esso) e sopportano un ampio intervallo di temperature. Tipicamente mostrano alfa-emolisi o gamma-emolisi su un terreno agar-sangue di pecora, molto raramente beta-emolisi. Sono batteri esigenti dal punto di vista nutrizionale poiché necessitano di una fonte di carbonio, basi di acidi nucleici e vitamina B, possono crescere su agar-sangue e sono resistenti anche ad alte concentrazioni di cloruro di sodio o di sali biliari. Due specie sono organismi commensali dell'intestino umano: Enterococcus faecalis ed Enterococcus faecium.

## Patogenesi
Gli enterococchi sono microrganismi intrinsecamente resistenti agli antibiotici beta-lattamici e spesso anche le specie precedentemente sensibili a farmaci come vancomicina o gentamicina hanno sviluppato resistenza. Questo è il motivo principale del verificarsi di patologie gravi in conseguenza ad infezione da enterococchi che normalmente non sono microrganismi particolarmente virulenti. Gli enterococchi si attaccano agli enterociti e ad altri epiteli delle mucose grazie alle loro adesine superficiali, secernono inoltre alcune citolisine ed enzimi proteolitici quali collagenasi, gelatinasi, elastasi e serin-proteasi. Sono vulnerabili alla fagocitosi.

## Aspetti medici
Infezioni cliniche importanti causate da Enterococcus comprendono: infezioni del tratto urinario, batteriemia, endocarditi batteriche, diverticoliti, e meningiti. Ceppi sensibili di questi batteri possono essere trattati con ampicillina e vancomicina.
Da un punto di vista medico, la caratteristica principale di questo genere è il suo alto livello di resistenza endemica agli antibiotici. Alcuni enterococchi sono intrinsecamente resistenti agli antibiotici basati sulla β-lattamina (alcune penicilline e praticamente di tutte le cefalosporine) così come a molti aminoglicosidi. Negli ultimi vent'anni, sono comparsi ceppi di Enterococcus particolarmente virulenti che sono resistenti alla vancomicina (Enterococco Vancomicina-resistente, o VRE) in infezioni nosocomiali di pazienti ospedalizzati, special modo negli Stati Uniti. Altri paesi sviluppati come la Gran Bretagna sono stati risparmiati da questa epidemia, e nel 2005 Singapore è riuscita a fermare un'epidemia di VRE. In Italia dal 2011 al 2017 è stato registrato un significativo aumento sia delle infezioni del torrente circolatorio da E. faecalis ed E. faecium sia un aumento degli isolati clinici di E. faecium resistenti a vancomicina.
Meningiti enterococciche sono complicazioni rare che sopraggiungono dopo interventi di neurochirurgia. È spesso richiesto un trattamento a base di vancomicina endovenosa; viene spesso utilizzata la vancomicina iniettatata intratecalmente ed è opinabile se questo abbia un impatto o porti a qualche risultato. La rimozione di qualsiasi strumento neurologico è una parte di cruciale importanza per la gestione di queste infezioni.

## Qualità dell'acqua
In campioni di acqua, il livello accettabile di contaminazione è molto basso, per esempio nello stato delle Hawaii (che è tra gli Stati con tolleranza più stretta negli Stati Uniti) il limite per le acque delle sue spiagge è di 7 colonie ogni 100 ml di acqua, limite sopra il quale lo Stato può mettere avvisi di stare fuori dalle acque dell'oceano. Nel 2004, Enterococcus spp. ha preso il posto del coliforme fecale come nuovo standard federale per la qualità dell'acqua nelle spiagge pubbliche. Si pensa così di fornire una correlazione maggiore con molti patogeni umani spesso trovati nelle acque di scarico, piuttosto che prima con il coliforme fecale.
La Direttiva (EU) 2020/2184 del 16 dicembre 2020 concernente la qualità delle acque destinate stabilisce che il parametro Enterococchi intestinali, in qualità di indicatore di contaminazione fecale, deve essere assente in 100 ml di acqua. In condizioni di efficienza dei trattamenti dell'acqua, la presenza di enterococchi nelle acque potabili in distribuzione è segnalata raramente. Evenienze di questo tipo sono comunque da mettere in relazione a sicura contaminazione di origine fecale, spesso dovuta ad infiltrazioni nella rete, o a fenomeni di cross-connection. 

## Terapia
La terapia standard per enterococchi non resistenti alla maggior parte degli antibiotici è una combinazione sinergica di un aminoglicoside e di una penicillina. Come detto oggi buona parte degli enterobatteri è resistente ad entrambi, in particolare Enterococcus faecium è quasi sempre resistente alle penicilline e in gran parte resistente alla vancomicina grazie a plasmidi. In questi casi si utilizzano fluorochinoloni oppure linezolid, sebbene alcuni ceppi abbiano sviluppato resistenza anche per questo farmaco.

## Principali specie di isolamento umano
Le specie del genere Enterococcus di isolamento umano sono attualmente 10:
- E. avium
- E. dispar
- E. durans
- E. faecalis
- E. faecium
- E. flavescens
- E. gallinarum
- E. hirae
- E. mundtii
- E. raffinosus